# Gare de Saint-Jean-Geest
La gare de Saint-Jean-Geest est une ancienne halte ferroviaire belge de la ligne 142, de Namur à Tirlemont située sur l'ancienne commune de Saint-Jean-Geest rattachée à celle de Jodoigne, dans la province du Brabant wallon en Région wallonne.

## Situation ferroviaire
La gare de Saint-Jean-Geest se trouvait au point kilométrique (PK) 33,4 de la ligne 142, de Namur à Tirlemont via Éghezée et Ramillies entre les gares de Jodoigne et Zétrud-Lumay.

## Histoire
La ligne 142, mise en service en deux étapes en 1867 et 1869 est dotée d'une halte supplémentaire à proximité du village de Saint-Jean-Geest le 3 janvier 1888.
Elle ferme aux voyageurs le 20 novembre 1960 et le service des marchandises y est supprimé le 1er décembre. La ligne est fermée et déferrée dans les années 1970.

## Patrimoine ferroviaire
Reconverti en habitation, le bâtiment des recettes de Saint-Jean-Geest appartient au plan type 1893. Les portes et fenêtres des ailes latérales ont été modifiées lors d'une rénovation.